# 石川県道39号山中伊切線
石川県道39号山中伊切線（いしかわけんどう39ごう やまなかいきりせん）は、石川県加賀市を通る主要地方道（石川県道）である。

## 概要
山中温泉街から、概ね動橋川に沿って北上し、片山津温泉を経て、北陸自動車道片山津IC近くを結ぶ路線である。起点から北上し、加賀市山中温泉街を抜ける。白鷺大橋詰交差点で東に折れ、大聖寺川に架かる白鷺大橋を渡り、四十九院トンネル（1436m・石川県道では最長）をぬける。その後、動橋川に沿って北上し、石川県道11号小松山中線と国道8号を渡った後、動橋町で西に折れる。動橋町中心部を抜け、IRいしかわ鉄道線を高架で渡り、IRいしかわ鉄道線に沿って、さらに西へ進む。作見町交差点で北におれ、ときわ台に登り、片山津温泉西部の丘陵地を越えて、潮津北交差点を経て、源平橋交差点で西に折れる。（なお、 石川県道150号動橋山代線の終点、片山津本町交差点から北上し、片山津温泉街を経て、潮津北交差点に至る旧道もある。）源平橋交差点から、新堀川右岸を進むと終点の汐見橋交差点に至る。 終点で接続する石川県道20号小松加賀線を東に1kmほど進むと、北陸自動車道片山津ICに繋がる。

### 路線データ
- 起点：石川県加賀市山中温泉こおろぎ町ロ2番94地先（こおろぎ町交差点・国道364号交点）
- 終点：石川県加賀市伊切町い154番1地先（汐見橋交差点・石川県道20号小松加賀線、石川県道295号小松加賀自転車道線交点）

## 歴史
- 1960年（昭和35年）10月15日：「石川県道小塩動橋停車場線」および「石川県道動橋山中線」をそれぞれ路線認定。
- 1972年（昭和52年）1月14日：「石川県道小塩動橋停車場線」および「石川県道動橋山中線」をそれぞれ廃止。同日、「石川県道動橋山中線」の全線と「石川県道小塩動橋停車場線」のうち、加賀市潮津町から動橋駅前までの区間、および加賀市潮津町 - 源平橋詰 - 汐見橋詰にあたる部分を主要地方道に昇格し「石川県道山中伊切線」として新たに路線認定。なお「石川県道小塩動橋停車場線」のうち、加賀市小塩町 - 同市潮津町の区間は、一般県道として同日石川県道148号小塩潮津線として新たに路線認定された。
- 片山津温泉街を通過するコースの一部を除外。加賀市ときわ台を通るコースを認定。
- 1993年（平成5年）5月11日 - 建設省から、県道山中伊切線が山中伊切線として主要地方道に指定される[1]。
- 2000年（平成12年）9月：現在の四十九院トンネル開通。
- 加賀市勅使交差点（石川県道11号小松山中線交点）から同市勅使町および清水町内を経て、松山交差点（国道8号（国道305号と重複）交点）に至るコースから、現在の同市森町東交差点を通るバイパスへ経路変更。
- 2018年（平成30年）5月20日：「塔尾バイパス」開通。

## 路線状況

### 重複区間
- 石川県道145号串加賀線（加賀市動橋町・動橋東交差点 - 加賀市富塚町・作見町交差点）
- 石川県道147号片山津山代線（加賀市富塚町・富塚交差点 - 加賀市富塚町・作見町交差点）

## 地理

### 通過する自治体
- 加賀市

### 交差する道路
- 国道364号（加賀市山中温泉こおろぎ町・こおろぎ町交差点、起点）
- 石川県道153号我谷今立塔尾線（加賀市塔尾町）
- 石川県道151号水田丸黒瀬線（加賀市水田丸町）
- 石川県道11号小松山中線（加賀市森町甲・森町東交差点）
- 国道8号（国道305号 重複）（加賀市松山町・松山交差点）
- 石川県道145号串加賀線（加賀市動橋町・動橋東交差点）
- 石川県道150号動橋山代線（加賀市動橋町・動橋交差点）
- 石川県道147号片山津山代線（加賀市富塚町・富塚交差点）
- 石川県道145号串加賀線、石川県道147号片山津山代線（加賀市富塚町・作見町交差点）
- 石川県道148号小塩潮津線（加賀市潮津町・潮津西交差点）
- 石川県道149号潮津串線（加賀市新保町・源平橋交差点）
- 石川県道20号小松加賀線・石川県道295号小松加賀自転車道線（加賀市伊切町・汐見橋詰交差点、終点）